# Ultimate Soccer Manager
Ultimate Soccer Manager – seria komputerowych gier sportowych tworzonych w latach 1995–1998 przez brytyjskie studio Impressions. Ultimate Soccer Manager jest symulacją zarządzania klubem piłkarskim, polegającą na kontrolowaniu wszelkich aspektów prowadzenia zespołu – od planowania taktyki drużyny przez dokonywanie transferów, wyszukiwanie sponsorów, po zatrudnianie trenerów. Rozgrywkę urozmaicają wydarzenia losowe, w obliczu których trzeba podjąć określone decyzje związane z zarządzaniem klubem.
Tytułowa pierwsza edycja symulatora, umożliwiająca kierowanie wybranym zespołem jednej z czterech lig angielskich, ukazała się w 1995 roku, zbierając pozytywne recenzje za czytelny interfejs oraz spore możliwości rozbudowy klubu. Kolejne części, Ultimate Soccer Manager z 1996 roku i Ultimate Soccer Manager 98 z 1998 roku dodawały nowe ligi oraz poprawiały wygląd interfejsu. Serię miała kontynuować planowana przez Impressions gra USM 2000 wykorzystująca grafikę trójwymiarową, jednak prace nad nią zostały wstrzymane.